# Piston (Orgel)

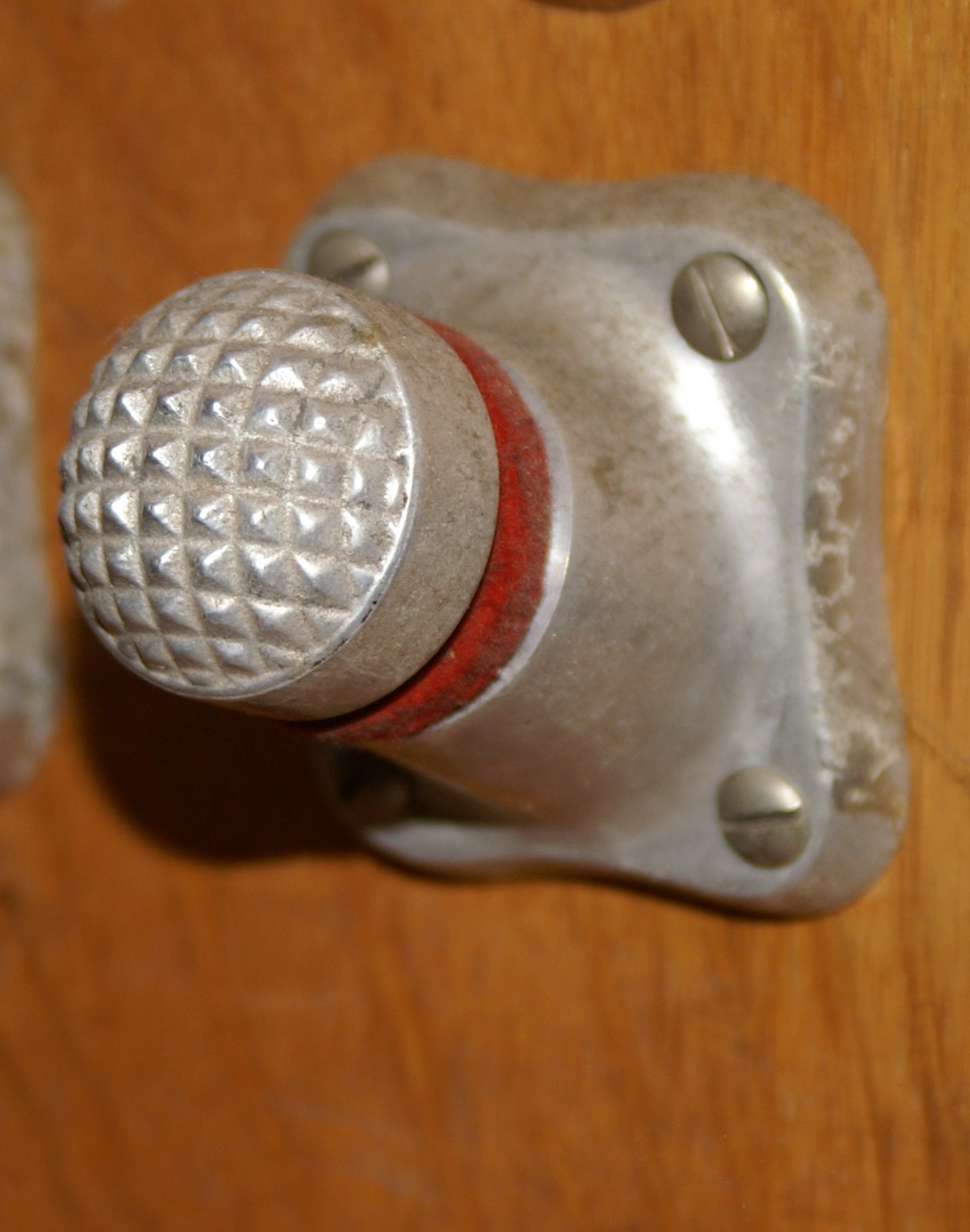
Piston, Bauform um 1970

Pistons sind Fußdruckschalter, die bei moderneren Orgeln, vorwiegend mit elektrischer und pneumatischer Traktur, verbaut sind. Diese sind über der Pedalklaviatur installiert, damit der Organist sie gut mit den Füßen betätigen kann.

## Funktion
Pistons dienen dazu, dem Organisten das Spielen zu erleichtern. Durch Betätigen eines Pistons werden zum Beispiel Register abgestoßen oder gezogen. Damit stehen dem Organisten viele neue Möglichkeiten offen.
Die Pistons können beispielsweise folgendermaßen belegt sein:
- Tutti/Plenum: Das Piston «Plenum» bzw. «Tutti» (alle) schaltet eine festgelegte Kombination der Register einer Orgel ein.
- Freie Kombination: Eine freie Kombination ist eine Registermischung (incl. Koppeln), die der Organist vor dem Spiel selber einstellen kann.
- Generalabsteller: Dieser Absteller stößt alle Register, die verwendet werden, auf einmal ab.
- Zungenabsteller: Dieser dient dazu, alle Lingualpfeifen (Zungenregister) auf einmal auszuschalten.
- Koppeln: ermöglichen es mehrere Manuale untereinander bzw. Manuale mit dem Pedal zu verbinden (um Register eines anderen Manuals, z. B. auch im Pedal, zu verwenden).

## Vorteile
Dadurch, dass der Organist per Fußdruck alternativ seine Registerkombination  während des Orgelspiels verändern kann, wird oft der Einbezug eines Registranten überflüssig, der die Register oder Koppeln, während der Organist spielt, abstößt oder zieht. Ein weiterer Vorteil ist die Geschwindigkeit, in der die Kombination der Register verändert wird.